# Izothiokyanáty

Obecný strukturní vzorec izothiokyanátů

Izothiokyanáty jsou sloučeniny obsahující skupiny –N=C=S, formálně odvozené od izokyanátů nahrazením kyslíkového atomu atomem síry. Mnoho přírodních izothiokyanátů obsažených v rostlinách vzniká enzymatickými přeměnami metabolitů nazývaných glukosinoláty. Uměle připravený fenylizothiokyanát se používá při zkoumání peptidů Edmanovým odbouráváním.

## Příprava a reakce
Izokyanáty se obecně připravují reakcí primárních aminů (například anilinu) se sulfidem uhličitým ve vodném roztoku amoniaku. Tento postup vede k vysrážení dithiokarbamátu amonného, který poté reaguje s dusičnanem olovnatým za vzniku příslušného izothiokyanátu.
Další možností je rozklad dithiokarbamátových solí za přítomnosti tosylchloridu.
Izothiokyanáty lze rovněž připravit tepelně indukovanými fragmentacemi 1,4,2-oxathiazolů.
Tento postup byl použit při polymery podpořené syntéze izothiokyanátů.
Vzhledem ke své elektrofilní povaze mohou být izothiokyanáty hydrolyzovány.

## Výskyt
Izothiokyanáty se často vyskytují v přírodě a jsou předmětem medicínského výzkumu. Příklady potravin, které mají charakteristické vůně díky izothiokyanátům jsou čínské zelí, brokolice, zelí, květák, kapusta kadeřavá, wasabi, křen, hořčice, ředkev setá, růžičková kapusta, potočnice lékařská, semena papáji, lichořeřišnice a kapara trnitá. Izothiokyanáty se u nich tvoří v rozdílných množstvích a dodávají jim tak rozdílné, ovšem podobné, chuti a vůně. Všechny tyto rostliny patří do čeledi brukvovitých a vytvářejí glukosinoláty a enzym myrosinázu, který přeměňuje glukosinoláty na izothiokyanáty.
- Sinigrin je prekurzorem allylisothiokyanátu
- Glukotropaeolin je prekurzorem benzylizothiolyanátu
- Glukonasturtiin je prekurzorem fenethylizothiokyanátu
- Glukorafanin je prekurzorem sulforafanu

## Koordinační chemie

Struktura Pd(Me_{2}N(CH_{2})_{3}PPh_{2})(SCN)(NCS)

Izothiokyanáty a thiokyanáty lze použít jako ligandy v koordinační chemii. Thiokyanátové ligandy jsou častější.